# 荒町 (仙台市)
荒町（あらまち）は宮城県仙台市若林区の町丁。郵便番号は984-0073。住民基本台帳に基づく人口は1,043人、世帯数は765世帯（2025年4月1日現在）。丁目の設定のない単独町名であり、住居表示は全域で未実施。旧陸奥国宮城郡仙台城下荒町、宮城県仙台区荒町、仙台市荒町。
もと米沢にあった新町（あらまち）が、領主の伊達氏に従って16世紀末に住民ごと岩出山に、続いて17世紀初めに仙台に移転して荒町と改称、さらに一度仙台の中で移転して現在地に落ち着いた。伊達御供の御譜代町の一つで、古くからの商店街として続いている。

## 概要
荒町は現在の地理でいうと、若林区の西の端、宮城県道235号荒井荒町線道路の西端で、国道4号（愛宕上杉通）から毘沙門堂前までの道の両側にあたる。1960年代から仙台市が進めた住居表示導入に伴う町名変更が及ばなかったところで、北や南との境界も少々入り組んでいる。北に接するのは、西から東へ、清水小路、東七番丁、東八番丁、東九番丁、連坊小路。南に接するのは、西から東へ、土樋、石垣町、弓ノ町である。現在の道路幅は片側1車線、計2車線の車道が9メートル、左右の歩道が3メートルの計12メートルである。バス路線が通り、朝夕の交通量が多い。
仙台でははじめ現在の本荒町に置かれたが、1628年頃に奥州街道沿いの現在地に移転した。奥州街道筋の町で、江戸に近い南東にあった。麹の専売権を与えられ、明治時代まで麹屋が多かった。江戸時代から現在まで、豪商が軒を連ねたり、中心商店街・繁華街になったことはないが、庶民的な商工業地であり続けている。町の守り神として奥州仙臺七福神の毘沙門堂（満福寺境内）があり、荒町住民が盛り立てる。祭礼では、江戸時代に相撲の興行、戦後は星空コンサートや夜空のオーケストラがあって活気づく。

## 歴史

### 荒町の割り出し
戦国時代に伊達氏が米沢を本拠にていたとき、新町は米沢六町のひとつで、その中でもっとも新しい町であったかと想像される。奥州仕置によって岩出山に転じることになった伊達政宗は、岩出山城下に区割りして作った新町に、米沢から移った新町の町人を住まわせた。仙台に移るときも住民を移し、同時に名を荒町と改めさせたらしい。
初め、荒町は仙台城下の中心である芭蕉の辻の南西、南北に走る奥州街道の一本西の裏通りに設定された。1628年（寛永5年）頃、仙台の南東に若林城が築かれると、そこの城下町整備とともに、仙台の城下町も南東方向に大きく範囲を拡張した。1627年（寛永4年）か1628年（寛永5年）頃に荒町も南東に移転し、奥州街道に沿う東西に長い町になった。
新しい荒町の西端で奥州街道は北に折れて田町となる。街道は国道4号で終わる現在の西端より伸び、東北学院大学があるブロックに突き当たる細い道である。東の端は毘沙門堂の前で、南鍛冶町と隣り合う。この東端が、仙台の城下町と若林の城下町の境界線で、荒町は仙台に属した跡地は本荒町または元荒町と呼ばれ、幕末まで武家屋敷が並んだ。
仙台には24の町人町の序列を表す町列が定められており、荒町は御譜代町の中の6番目、全体の中でも6番目に位置づけられた。町の行政は、肝入、検断という町役人が取り仕切った。

### 商業特権
江戸時代のはじめには、御譜代町に九月日市の特権が与えられた。これは、毎年9月に御譜代町のひとつが主要17品目の取引場所に指定され、他の町で指定品目の売買が禁止されるというものである。指定は交代制で6年に1度巡ってくる。城下の他の町の商人、外からやってきた商人は、その期間中は指定の町の商人に場所代を払って店を出した。
日市の制度は商業が未発達で常設店舗が少なかった時代のもので、慶安4年（1651年）10月に廃止された。かわりに日市銭を城下の全商人から取り立てて6年交代で町に配るようになった。日市銭は店の場所によって額が異なったが、荒町自身は上・中・下のうち下場所となった。
荒町だけの特権としては、麹の専売権があった。江戸時代の大きな家では酒や味噌を製造する家が多かったが、麹の製造には特別な施設と管理が必要であった。その麹屋が荒町だけのものとされた。この特権は、延宝3年（1675年）閏4月の売り散らし令で廃止された。代わりに、他の町で麹室を設ける者は、一間室につき1か年金7切（銭で7000文）、半間室なら4切を役銭として取り立てた。町単位の特権は荒町の麹以外にもあり、売り散らし礼で廃止されたのは同じである。城下の外れにある寺社門前町である八幡町と宮町は、特別に役銭が免除の特権があったが、麹室についてはその免除が効かなかった。
荒町の麹独占は江戸時代後期までに復活し、明治初年の廃止まで維持されたようである。麹屋には各店ごとの販売地域があり、客が来るとその住地に従って担当地域の店を紹介していた。

### 江戸時代の町並みと商況
町並みは、法定の区画である軒で計ると、各種史料に差があるが約90軒で、人口は1852年（嘉永5年）に727人あった。
江戸時代の荒町には、清水小路（現在の愛宕上杉通）沿いに出た湧き水が流れ込む孫兵衛掘という用水路が通っていた。この堀には四ツ谷用水の一流も流れ込んだ。
街道筋ではあったが、蔵の数や日掛銭の課税からみると、荒町の繁栄は城下の平均よりやや下であったようである。また、御譜代町の中で日市銭徴収基準の下場所とされたのは柳町と荒町だけであった。もっとも、24町のうち上場所は3、中場所は6しかなかったから、下場所だからといって寂れているとは限らない。
町並みの特徴は麹屋が多いことで、味噌屋と醤油屋も多かった。天保5年の味噌醤油仲間54人のうち、荒町は味噌醤油屋1、味噌屋2、醤油屋7の計10人を占めていた。これらの製造が暇になる夏には団扇を作って売った。渋団扇は荒町の名物であった。幕末の頃には回文を載せた渋団扇が荒町の特産品になっていた。
江戸時代の都市はしばしば大火に見舞われた。仙台は冬に乾燥する気候で、そのころ北西風が吹くため、ちょうど風下にあたる荒町は類焼しやすかった。
その中の一部をあげると、宝永4年2月13日（1707年3月16日）荒町の裏にある松山七左衛門屋敷の借宅、岡山忠兵衛の家から火が出て、166軒が焼けた。被害は423戸ともいう。そのうち荒町の被害は不明だが、続く20日（1707年3月23日）にまた大火があって、荒町は残らず焼けてしまった。
享保3年4月1日（1718年4月30日）には、田町の裏から出火した火が東に進み、荒町を残らず焼いて南鍛冶町まで達した。
文政5年2月26日（1822年4月17日）には、荒町と谷地小路の境の西側、木村源治の侍屋敷から出火し、東に延焼して、若林城のそばにあった藩の蔵まで燃え広がった。荒町は86軒、隣の南鍛冶町も100軒でほぼ全滅、穀丁、南染師町も大被害となり、周りの足軽屋敷も含め、502軒が類焼した。
翌文政6年12月25日（1824年1月25日）には片平丁で出た火災が荒町を通り過ぎて石名坂まで167戸を焼いた。

### 江戸時代の文化
江戸時代の仙台の町人は、町ごとに守り神というべき小さな神社か仏堂を祭っていた。荒町のは若林城下建設にあわせて郊外の北目城付近から移されたと伝えられる毘沙門堂で、満福寺を別当にした。毘沙門天では、江戸時代には6月1日から3日まで祭礼があった。江戸時代の仙台では芝居・見世物の興行が藩によって原則禁止されていたが、六ヶ所御神事場と呼ばれた6つの祭礼だけは例外で、毘沙門天の祭礼もその一つであった。毘沙門堂では特に相撲興行が人出を呼んだ。祭りの名物としては兎落雁が売られていた。
荒町には上記の真言宗満福寺のほかに、浄土宗の常念寺、曹洞宗の昌傳庵、日蓮正宗の仏眼寺もあった。周縁部に寺院を配置するのは江戸時代城下町の常道である、
幕末・明治時代には仙代庵という回文の上手がいた。本名は細谷勘左衛門、本業は麹屋だったが、諧謔を好んで多数の回文を作り、数々の奇行をもって知られた。
仙代庵の名は江戸にもその名が知られていた。また、もともと荒町名物の渋団扇に回文を載せて販売した所、人気を集め話題になりお土産品にもなった。

### 明治時代の区割りの変遷
戊辰戦争に敗れて減封された仙台藩は、1871年（明治4年）に町人町の行政制度を改めて、肝入・検断のかわりに町ごとの町人代を置いた。荒町では佐藤十兵衛が町人代になった。
大区小区制が施行された1872年（明治5年）4月に、荒町は宮城県第1大区の小6区の一部になった。区分は1876年（明治9年）に改正され、荒町は第2大区の小6区に属した。1872年の小6区は芭蕉の辻以南の奥州街道沿いをまとめた細長い区で、1876年の小6区は仙台の南西部を占める面積が広い区である。
1876年（明治11年）に大区小区制を廃して郡区町村編制法の下で仙台区が発足すると、仙台区は区内を5つの組に分け、住民から選ばれた組長を置いた。荒町はそのうち1番組に属した。1889年（明治22年）に仙台市が50区を置くと、その一つに荒町区が置かれ、庄司源兵衛が区長になった。

### 近代の荒町
1873年（明治6年）7月3日、学制にもとづく小学校として、三百人町小学校が常林寺内に設置された。これは名前の通り三百人町にあったが、やがて荒町に校舎を建てて荒町小学校になった。一時期は雅称を用いて知新小学校ともいった。同年には私塾として岡本源七が英学岡本家塾が設立され、後に英学育英舎と改称した。
明治に入ると、旧藩時代の商業特権はすべて失われたが、依然として仙台の麹屋は荒町に集中し、家庭での酒や味噌作りに欠かせない麹を売っていた。だが麹の需要は低落傾向にあり、1902年（明治35年）の酒造法が業者以外の酒造りを禁止したために激減した。20世紀前葉までに、麹を売る店は現在ある佐藤麹味噌醤油店と銭形屋麹店の2軒になっていた。
20世紀に入ってから、荒町では道路を拡幅し、現在の12メートル幅ができあがった。仙台市電は奥州街道筋を通らなかったが、バスが荒町を通った。

### 現代の荒町

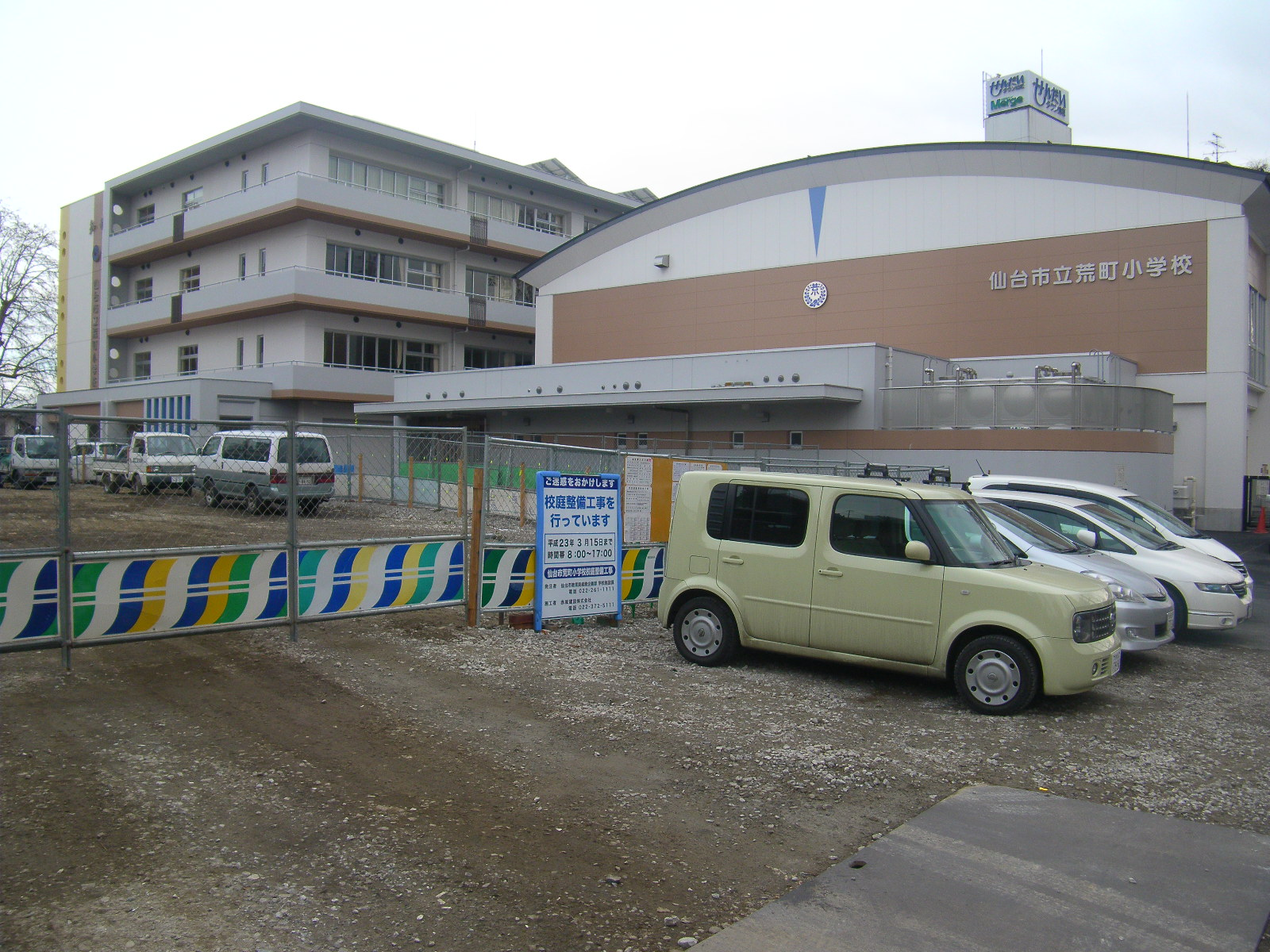
荒町小学校（2011年）

第二次世界大戦中の仙台空襲で、仙台の市街はあらかた焼き払われたが、中心から離れた荒町は被害を受けなかった。業種の入れ替わりがありつつも、比較的小さな商店・職人の町としての性格を変えずに今日に至る。
1957年（昭和32年）に宮城文化服装学院が置かれ、1976年（昭和51年）に宮城文化服装専門学校と改称した。
1960年代から1970年代に、仙台市は住居表示を導入して両側町を基本とする町名を整理する事業を進めた。町名変更は中心部から徐々に施行されたが、伝統ある町名をとどめたいという意見が強まって途中で停止し、荒町付近の町名は変更されないままとなった。
1987年（昭和62年）から2006年（平成18年）まで、荒町では毘沙門堂の祭礼にあわせ、宮城フィルハーモニー管弦楽団（1989年に仙台フィルハーモニー管弦楽団と改称）を呼んで「星空のコンサート」を開催した。2007年（平成19年）からは宮城教育大学管弦楽団を呼んで「夜空のオーケストラ in 荒町」を開催している。

## 年表
- 寛永4年（1627年）か寛永5年（1628年）頃 - 荒町が現在地に移転。
- 慶安4年（1651年）10月 - 九月日市廃止。
- 慶安5年（1652年）2月18日 - 仙台で大火。荒町では91軒が焼失[35]。
- 承応2年（1653年）3月25日 - 荒町から出火したが、すぐ消えた[36]。
- 延宝3年（1675年）閏4月 - 麹の専売権廃止。後に復活。
- 宝永4年2月13日（1707年3月16日） - 荒町の裏から出火し大火事となった[22]。
- 宝永4年2月20日（1707年3月23日） - 大火により荒町全焼[22]。
- 享保3年4月1日（1718年4月30日） - 田町の裏から出火し荒町全焼[24]。
- 宝暦13年（1763年）11月2日 - 北目町裏から出火し荒町を含む千余軒類焼[37]
- 文政5年2月26日（1822年4月17日） - 荒町と谷地小路の境から出火、荒町86軒類焼[25]。
- 文政6年12月25日（1824年1月25日） - 片平丁で出火。荒町も類焼。
- 1871年（明治4年）3月 - 仙台藩が町人代を置いた。荒町の町人代は佐藤十兵衛。
- 1957年（昭和32年） - 宮城文化服装学院設立。後の宮城文化服装専門学校。
- 1987年（昭和62年） - 宮城フィルハーモニー管弦楽団（後の仙台フィルハーモニー管弦楽団）による第1回「星空のコンサート」。
- 2006年（平成18年） - 「星空のコンサート」が第20回で終了。
- 2007年（平成19年） - 宮城教育大学管弦楽団による第1回「夜空のオーケストラ in 荒町」。
- 2010年（平成22年）2月2日 - 荒町市民センターが新館に移転した。[38]

## 世帯数と人口
2025年（令和7年）4月1日現在の世帯数と人口は以下の通りである。
| 町丁 | 世帯数  | 人口    |
| ---- | ------- | ------- |
| 荒町 | 765世帯 | 1,043人 |
| 計   | 765世帯 | 1,043人 |

## 主な施設
- 仙台市立荒町小学校
- 仙台市荒町市民センター
- 仙台荒町郵便局
- 七十七銀行荒町支店兼八木山支店
- 荒町公園
- 昌傳庵
- 仏眼寺
- 毘沙門天・満福寺
- 皎林寺